# Eichenberg (Austria)
Eichenberg è un comune austriaco di 405 abitanti nel distretto di Bregenz, nel Vorarlberg.